# Atoll (périodique)
Pour les articles homonymes, voir Atoll (homonymie).
Atoll est une revue de Petit format de l'éditeur Jeunesse et Vacances qui a eu 121 numéros de mars 1967 à novembre 1981. Ce fascicule est l'un des plus gros succès de l'éditeur avec notamment les aventures d'Archie le Robot,.

## Les séries
- Alerte à la Terre (Marijac & Christian Mathelot)
- Archie le Robot (George Cowan & F.A. Philpott, Ted Kearon, Bert Bus)
- Atlas (Luigi Grecchi & Loredano Ugolini)
- Billy Bis (Antonio Mancuso & Loredano Ugolini)
- Buffalo Bill (Luigi Grecchi & Rafaël Mendez, Carlo Cossio)
- Cactus (Alberico Motta)
- Capitaine Tempête
- Colonel X (Marijac & Mathelot)
- Cosmos An 2200 (Vaincourt & Fusco) (cf. Perry le fantastique)
- Dave Devil (Luigi Grecchi & Restani)
- Dick Turpin
- Garrett le cavalier solitaire (Arturo del Castillo)
- Junior (Luigi Grecchi & Loredano Ugolini, F. Corbella)
- Le Californien
- Le Fils du boucanier (Marijac & Mathelot)
- Le Grêlé et ses amis
- Le Masque de velours
- Le Prince du rêve
- Le Velours noir
- Les Aquanautes (P. Thomas)
- Les Constructeurs de robots
- Les Hommes de la mer
- Maki
- Meteore le Vengeur
- Moby Dick
- Ringo Justice
- Tom Berry (Chiqui de la Fuente)